# Symmorphus albomarginatus
Symmorphus albomarginatus är en stekelart som först beskrevs av Henri Saussure 1856.  Symmorphus albomarginatus ingår i släktet vedgetingar, och familjen Eumenidae. Utöver nominatformen finns också underarten S. a. midas.